# Read Motor Car Company
Read Motor Car Company war ein US-amerikanischer Hersteller von Automobilen.

## Unternehmensgeschichte
Joseph Beatty, Roy Herald und Ray J. Read gründeten Mitte 1913 das Unternehmen. Der Sitz war in Detroit in Michigan. Sie begannen mit der Produktion von Automobilen. Der Markenname lautete Read.
Im Dezember 1913 klagte ein Gläubiger, Albert Schneider. Er behauptete, Read schulde ihm über 1000 US-Dollar und sei insolvent. Inwieweit die Vorwürfe stimmen, ist nicht mehr nachvollziehbar. Anfang 1914 endete die Produktion. Insgesamt entstanden nur wenige Fahrzeuge.

## Fahrzeuge
Im Angebot stand nur das Model X. Ein Vierzylindermotor mit 88,9 mm Bohrung, 101,6 mm Hub, 2523 cm³ Hubraum und 20 PS Leistung trieb die Fahrzeuge an. Das Fahrgestell hatte 292 cm Radstand. Der einzige angebotene Aufbau war ein Tourenwagen mit fünf Sitzen.